# Joanni Maurello
Joanni Maurello o Joanne (Calabria, ? - siglo XV) fue un poeta italiano autor de una epicedio en dialecto calabrés.

## Biografía
No se sabe mucho acerca de la vida Joanni Maurello, pero se le acredita el Lamento per la morte di don Enrico d'Aragona, un epicedio de 296 versos dividido en cuatro partes (capituli) impreso en Cosenza en 1478 «por el distinguido maestro Octaviano Salomonius de Manfridonia, impresor en la ciudad de Cosenza». Este planctus es considerado el documento en dialecto calabrés más antiguo que ha sobrevivido. El incunable cosentino fue descubierto en 1888 en la Biblioteca Corsiniana de Roma (ahora Biblioteca de la Academia Nacional de Lincei y Corsiniana) por el erudito Erasmo Percopo.
Tras un examen de la obra se supone que Joanni estuvo al servicio de Enrique de Aragón, hijo ilegítimo del rey Fernando I de Nápoles, en el Castillo de Terranova da Sibari donde el joven murió por comer hongos venenosos. Maurello mostró un sincero pesar por la muerte de su señor, de quien expresa sus virtudes en calabrés latino. En opinión de Percopo, Maurello era un hombre «no del todo vulgar y pueblerino, o charlatán o improvisador si se prefiere», pero dotado de una cierta cultura.